# Estádio do Desportivo
Het Estádio do Desportivo is een multifunctioneel stadion in Maputo, de hoofdstad van Mozambique. Het wordt het meest gebruikt voor voetbalwedstrijden en het is het thuisveld van Grupo Desportivo de Maputo. Het stadion heeft 4.000 plaatsen.